# Нюйшу
Нюйшу (нюй-шу, женское письмо; 𛆁𛈬 / 女書 / 女书, цзянъюнск. /ny˨˩ ɕy˦/, с.-кит. nǚshū, букв. «женское письмо») — фонетическая слоговая письменность, использовавшаяся женщинами уезда Цзянъюн на юге китайской провинции Хунань. Знаки нюйшу представляют собой видоизменённые китайские иероглифы, вероятно адаптированные для вышивки: они состоят из точек, прямых горизонтальных и диагональных линий и дуг.
Женским письмом вышивали и писали письма, а также вышивали им тексты на поясах, лентах, одежде и прочих утилитарных тканых предметах. Из-за традиции сжигать личные вещи вместе с умершей, а также из-за преследования этой письменности в годы «Культурной революции» сохранилось очень мало артефактов с нюйшу.
Зачастую нюйшу считают женской тайнописью, однако это неверно: мужчины могли изучить это письмо, из его существования не делали секрета, но интереса к ней мужчины обычно не проявляли.

## Название
В самом Цзянъюне нюйшу не имело общепринятого имени. Название «женское письмо» использовали некоторые женщины, противопоставляя его «мужскому письму» (иероглифам). Другие называли его описательно, по контекстам его использования, например, «письмо для надписей на веерах». Некоторые мужчины называли его «муравьиными» или «комариными» буквами.

## Распространение
Женское письмо употреблялось преимущественно для записи песен и стихов на местном языке, ареал которого ограничен реками Сяо (消江) и Юнмин (永明河) на севере уезда Цзянъюн. Этот язык относится к числу так называемых «наньлинских местных языков» — группе разнородных идиомов на границе Хунани, Гуандуна и Гуанси. Они не взаимопонятны как между собой, так и с окружающими китайскими языками, включая сянский и мандаринский языки, распространённые к северу, а также хакка и кантонский язык, распространённые южнее. Нюйшу — единственная письменность этого языка, и для записи других языков оно не использовалось (лишь небольшая часть его корпуса содержит транскрибированные тексты на классическом китайском, вроде «Троесловия» и танских стихов).
Носители наньлинских местных языков являются ассимилированными коренными жителями региона (преимущественном родственными мьенцам). Формально в КНР их могут причисляться к разным «официально признанным этническим группам» — хань, яо, мяо, туцзя и т. д. Язык Цзянъюна, хотя генетически относится к сино-тибетской языковой семье, содержит субстрат из мьенских языков, а некоторые традиции его носителей являются переосмысленными традициями мьенцев, претерпевшими влияние конфуцианской культуры.

Карта уезда Цзянъюн. Красным обозначена территория распространения нюйшу

Район распространения нюйшу меньше, чем ареал местного языка в целом. Он включает современный посёлок Шанцзянсюй (𛆈𛇕𛈬 / 上江墟, местн. /ɕiaŋ˧ kaŋ˦ ɕiu˦/) на северо-западе уезда Цзянъюн, а также некоторые сопредельные с ним районы в уездах Цзянъюн и Даосянь на юге провинции Хунань. До создания КНР эти уезды назывались Юнмин (𛋟𛇾𛋟 / 永明縣 /ioŋ˨˩ mioŋ˦˩ yŋ˧/) и Даочжоу (𛋛𛆝 / 道州 /tau˨˩ tɕiou˦/) соответственно — под этими традиционными названиями они упоминаются в текстах, записанных женским письмом.
Зачастую это письмо считают женской тайнописью, однако это неверно: из его существования не делали секрета, и больша́я часть текстов, записанных женским письмом песни и стихи, открыто исполняли в компании девушек. Исследователь Тан Гунвэй находил нескольких мужчин, включая неграмотных, родившихся в конце XIX века и способных читать нюйшу (вероятно, научившись ему от своих жён). В то же время большинство местных мужчин не проявляли интереса к этому письму.

## История
Точное время появления женского письма неизвестно. В имперском Китае на образование женщин не обращали внимания, грамотность была очень низка, знание иероглифов было редкостью. Судя по лежащим в его основе сокращённым иероглифам, оно не могло появиться раньше империй Сун и Юань (XIII—XIV века). Считается, что оно существовало как минимум к середине XIX века — многие пожилые жители региона рассказывали, что их прабабушки пользовались этим письмом. Самое раннее документальное свидетельство о женском письме в Цзянъюне появляется лишь в 1931 году:
Ежегодно в мае женщины из всех селений зажигают благовония и молятся богам. Они держат песенные вееры и вместе громко поют в знак скорби. Эти песенные вееры расписаны мелкими буквами, похожими на монгольские. Во всём уезде я не видел мужчины, способного их прочитать.
Оригинальный текст (кл. кит.)每歲五月，各鄉婦女，焚香膜拜。持歌扇同聲高唱，以追悼之。其歌扇所書蠅頭細字。似蒙古文。全縣男子能識此種字者，余未之見。Обзорные заметки по каждому уезду Хунани 《湖南各縣調查筆記》, 1931
Большинство текстов, написанных нюйшу — семи-, реже пятисложные стихи и песни с определённой мелодией, составленные на местном языке. Их тематика была в значительной степени траурная, в них девушки печалились о разлуке, описывали свою горькую судьбу, выражали предостережения о будущем, и в целом «жаловались о несчастьях» (𛉅𛆄𛇇 / 訴可憐 /su˨˩ kʰou˧˥ lai˦˩/). Тексты писали тушью и кистью на разных носителях: маленьких книжках, листах красной бумаги, платках, веерах и т. д. Исследователь Уильям Чан пишет, что, по словам местных жителей, раньше женщины использовали нюйшу в вышивке, и формы его знаков были явно адаптированы для вышивания. В то же время в своих экспедициях в 1988 и 1990 годах он не нашёл аутентичных примеров вышивки с надписями, помимо современных изделий для туристов.
Тексты для записи женским письмом составлялись в разного рода церемониальных целях:
- Незамужние девушки могли быть связаны отношениями «названых сестёр» (𛆑𛈞 / 崽倈 /tsɯ˧˥ lo˧˥/ или 𛊐𛇣 / 結拜 /tɕi˥ po˨˩/) или «ровесниц» (𛇼𛊤 / 老同 /lau˨˩ taŋ˦˩/) — такие отношения скреплялись письменными клятвами, их участницы в дни праздников обменивались подарками с надписями нюйшу. «Назваными сестрами» друг с другом могли стать любое количество девушек, тогда как «ровесницы» были парой, схожей по возрасту и физическим чертам. Девушки, заключившие такие связи, занимались совместной работой и могли иметь общее имущество. Хотя «названые сёстры» могли ночевать в одном помещении, отношения эти, по словам местных информантов, никогда не были сексуальными. Наличие «названых сёстр» было обыденным и даже ожидаемым в Цзянъюне, такие отношения требовали одобрения семей девушек. Несмотря на часто встречающиеся в посланиях третьего дня просьбы не забывать названых сестёр, обычно после замужества обмен письмами между ними обрывался, если только «названые сёстры» не выдавались замуж в одну и ту же деревню.
- Невесты получали от родственниц и подруг в подарок «послания третьего дня» (𛆊𛅾𛆂 / 三朝文 /soŋ˦ ləi˦ uai˦˩/, также «книги третьего дня» 三朝書 /soŋ˦ ləi˦ ɕiu˦/) — «третьим днём» назывался день, когда новобрачная разлучалась с семьёй и уходила в дом мужа, обычно это был третий день после рождения первенца. В «посланиях третьего дня» родственницы и «названые сёстры» описывали горечь от расставания с девушкой и давали ей напутствия. В них же семья невесты могла обращаться к семье мужа: сторона новобрачной описывала её происхождение и хвалила её рукодельные навыки. Такие книги могли заполнять не сразу целиком, но писать постепенно — каждая владелица добавляла текст от себя и затем дарила следующей новобрачной. Из-за такой практики «послания третьего дня» сохраняются лучше, чем другие тексты нюйшу, которые часто сжигают вместе с другими вещами умершей.
- Некоторые сказания и народные романы, также издававшиеся в иероглифах, перекладывали в песни и записывали женским письмом. Обычно это были нравоучительные тексты, иногда образовательные (например, о временах года или способах вышивки). Частным случаем сказаний можно считать хроники и автобиографии, составляемые самими женщинами.
- Нюйшу использовалось для записи молитв в храме Фэсоймиу (/fə˦ soi˦ miəu˧/), где почиталась богиня Губу (𛊿𛉖 /ku˦ pu˦˩/). К ней обращались женщины, которые долго не могли родить сына. Тексты с молитвами было принято сразу же сжигать, из-за чего их образцов почти не сохранилось.

Часть памятников была утрачена в 1930-е и 40-е, в годы Японо-китайской войны и Гражданской войны в Китае, когда многие жители Цзянъюна были вынуждены бежать из района.
Попытку исследования женского письма в 1954 году предпринял чиновник местного бюро по вопросам культуры Чжоу Шои (周碩沂, 1926—2006). Во время своих полевых исследований он научился читать нюйшу. В 1957 году он был признан «правым уклонистом» и приговорён к 21 году тюремного заключения, из-за чего его исследования прекратились. В годы Культурной революции, начавшейся в 1966 году, были уничтожены тысячи памятников женского письма. Оно подвергалось гонениям как «феодальный пережиток», а также из-за того, что его ассоциировали с колдовством и религией. В 1979 году Чжоу Шои был реабилитирован и назначен составителем «Описания культурных памятников уезда Цзянъюн» (江永縣文物志). Он не смог найти своих бывших информаторов и заключил, что все они к тому времени умерли.
В 1982 году женское письмо снова переоткрыл Гун Чжэбин (宫哲兵) из Уханьского университета. В 1980-е началось активное изучение этого письма, были опубликованы сотни составленных на нём текстов. К тому времени им владели лишь несколько пожилых женщин: Ян Хуаньи (陽煥宜, 1909—2004), Гао Иньсянь (高銀仙, 1902—1990), И Няньхуа (義年華, 1907—1991). Некоторые другие не могли писать нюйшу, но помнили и умели составлять предназначенные для него традиционные песни. Значительную помощь в трактовке текстов и общении с местными жителями оказал Чжоу Шои.
В 1990-е изучением женского письма занималась японская исследовательница Ориэ Эндо (遠藤織枝). По её наблюдениям многие сохранившиеся книги, написанные нюйшу, в то время продавались зарубежным коллекционерам. Местные чиновники относились к артефактам пренебрежительно и говорили, что у них не хватает средств, чтобы сохранять их. В 1994 году Эндо обнаружила Хэ Яньсинь, последнюю известную женщину, изучившую женское письмо традиционным способом (от своей бабушки). Хэ Яньсинь долгое время не использовала нюйшу, но быстро вспомнила его.
В 2005 году был опубликован «Корпус китайского женского письма» (中国女书合集), состоящий из пяти томов:
- I, работы неизвестных авторов
- II, работы Гао Иньсянь
- III, работы И Няньхуа
- IV, работы Ян Хуаньи
- V, работы Хэ Яньсинь

## Маркетизация
Открытие нюйшу привлекло внимание как в Китае, так и за его пределами.
В 1995 году у нумизмата из Нанкина была обнаружена монета с надписью этим письмом. Её аверс содержит надпись «Святая монета Небесного царства» (天國聖寶), подразумевая, что она была выпущена в Государстве тайпинов в середине XIX века. Реверс содержит надпись иероглифами с названием женской военной должности в Государстве тайпинов (“炎壹”), а также надпись: 𛆤𛅽𛊓𛆁 𛈖𛋉𛅰𛉊 /tʰəŋ˦ fə˨˩ fu˨˩ ȵy˨˩, tsa˧˥ məŋ˧ i˥ kuə˦/ «все женщины поднебесной — сёстры». Филолог Чжао Лимин из Университета Цинхуа настаивала на подлинности монеты, но Чжан Тебяо из нанкинского Музея истории Государства тайпинов установил, что эта монета была не отчеканена, но выгравирована вручную, и судя по своему качеству и лексикону является современной подделкой. Других подобных монет и в принципе надписей этим письмом на металле найдено не было.
Активную роль в продвижении женского письма сыграла Хэ Цзинхуа (何靜華). Она родилась в конце 1930-х вне исторической территории распространения нюйшу, и в её семье оно не практиковалось. По собственным словам, в детстве она получила от тёти в подарок несколько песенников, записанных женским письмом, и с их помощью научилась читать некоторые знаки, но не могла писать. В 14 лет она пошла в школу и из-за Культурной революции перестала его использовать. После встречи с Ориэ Эндо в 1997 году Хэ Цзинхуа привлекалась как знаток фольклора, но затем начала учиться писать нюйшу; сначала самостоятельно, затем под руководством Чжоу Шои. Впоследствии она открыла собственные курсы женского письма, ученицы которых также исполняли песни и танцы, созданные ею по мотивам нюйшу[уточнить]. Её приглашали на международные мероприятия, посвящённые женской культуре, где она исполняла песни и демонстрировала свою каллиграфию.
Впоследствии Хэ Цзинхуа подвергалась критике со стороны других носительниц традиций женского письма и исследовательницы Ориэ Эндо из-за того, что под видом сохранения традиций нюйшу продвигала своё оригинальное творчество, включая собственного сочинения песни и «плохого качества» фольклорные постановки, а также нетипичные для женского письма, но характерные для современной КНР плакаты с лозунгами и каллиграфические свитки. Тем не менее, Хэ Цзинхуа сыграла ключевую роль в популяризации нюйшу среди широкой публики, и была признана «носителем объекта нематериальной культуры национального уровня».
В 2000-е местное правительство решило, что женское письмо поможет им в развитии туризма. В 2006 году оно добилось признания нюйшу «объектом нематериального культурного наследия Китая». Была открыта «Культурная деревня нюйшу», в которой расположился музей под названием «Сад нюйшу» (女書園). Число его экспонатов, связанных с женским письмом, было невелико, в основном там показывали современные работы — аутентичные «книги третьего дня», по словам местных чиновников, были разобраны исследователями из Пекина и Уханя. Малочисленные «книги третьего дня» в инвентаре музея были незаполненными антикварными заготовками, в которых Хэ Цзинхуа вписывала новый текст. За дополнительную плату в музее демонстрировался перфоманс от учениц Хэ Цзинхуа, в том числе её дочери. В музее продавались сувениры с надписями — Ориэ Эндо пишет, что во время её визита в 2013 году там продавались переписанные в стиле нюйшу стихи Мао Цзэдуна.
Большинство современных надписей женским письмом — копии старых надписей или транскрипции произведений, изначально написанных иероглифами, новые произведения для этого письма почти не создаются. Это связано с упадком устной традиции после Культурной революции, а также распространением мандаринского языка — власти КНР не поддерживают местные языки, и язык Цзянъюна, на котором пишутся тексты нюйшу, не преподаётся в школах. Новые поколения плохо владеют этим языком или не владеют вовсе. Кроме того, песни, которые записывали женским письмом, ассоциируются с трауром и горечью, из-за чего с ними связаны местные суеверия. Так, Хэ Цзинхуа, увлёкшаяся нюйшу в конце 1990-х после смерти своего сына, написала об этом поэму, но затем перестала писать новые произведения, потому что, по её словам, «нельзя составлять [новые тексты] женским письмом, это приносит несчастье». Она также говорила, что «Хэ Яньсинь согласилась сочинять нюйшу, и после этого её муж заболел и умер». Хэ Яньсинь — последняя женщина, которая могла свободно составлять тексты женским письмом, но и она ныне опасается это делать и предостерегает от этого свою дочь.
По мотивам нюйшу создавались произведения современного искусства. Так, гонконгская художница Лоу Юньи (羅婉儀) посвятила ему несколько работ. Гонконгский хореограф Хелен Лай поставила несколько танцев, вдохновившись нюйшу. Писательница Лиза Си написала роман «Снежный цветок и заветный веер», действие которого происходит в деревне Пувэй, где использовалось женское письмо. Китайско-американский композитор Тань Дунь, известный саундтреками к фильмам, создал мультимедийную симфонию «Нюйшу: тайные песни женщин». В 2019 году сеть KFC открыла в Юнчжоу ресторан, декорированный в тематике нюйшу.
В 2022 году режиссёр Вайолет Ду Фэн выпустила документальный фильм «Hidden Letters», посвящённый женскому письму. Фильм критикует коммерциализацию, искажающую суть нюйшу и превращающую его в шоу для туристов. Последняя живая его носительница, Хэ Яньсинь, в интервью для фильма говорит: «То, что делают сейчас, не имеет отношения к нюйшу, что было у нас».

## Структура
Нюйшу происходит от видоизменённых китайских иероглифов. По своему принципу оно похоже на ранние формы японской каны (манъёгану и хэнтайгану). По сравнению с оригинальными иероглифами, символы нюйшу наклонены примерно на 45 градусов. Они состоят из точек, прямых горизонтальных и диагональных линий и дуг. Простейшие символы состоят из одной черты, сложнейшие — из 20.
Ср. следующие символы женского письма и их исходные иероглифы:

| - 𛅰 () от 一 /i˥/ «один» - 𛅳 () от 人 /iə˦˩/ «человек» - 𛆙 () от 分 /fai˦/ «делить» - 𛇄 () от 如 /y˦˩/ «быть похожим» - 𛇍 () от 左 /tsəɯ˧˥/ «левый» - 𛇫 () от 百 /pə˥/ «сотня» - 𛇱 () от 哭 /xu˥/ «плакать» | - 𛈄 () от 卐（萬） /oi˧/ «десять тысяч» - 𛈊 () от 双（雙） /saŋ˧˥/ «пара» - 𛈎 () от 田 /təŋ˦˩/ «поле» - 𛈖 () от 早 /tsau˧˥/ «ранний» - 𛉂 () от 声（聲） /ɕioŋ˦/ «голос» - 𛉄 () от 里 /la˨˩/ «внутри» - 𛉞 () от 品 /pʰai˧˥/ «изделие, вещь» | - 𛉺 () от 男 /noŋ˦˩/ «мужчина» - 𛊈 () от 昔 /siə˥/ «прошлое, минувшее» - 𛊣 () от 英 /ȵioŋ˦/ «отважный» - 𛋑 () от 埋 /mo˦˩/ «закапывать» - 𛋖 () от 莫 /mou˧/ «(запретительное) не» - 𛋚 () от 黑 /xɯ˥/ «чёрный» - 𛋲 () от 背 /pɯ˨˩/ «спина» |

Знаки женского письма передают как тот иероглиф, от которого они произведены, так и иные созвучные ему иероглифы. В языке Цзянъюна есть 19 инициалей (включая нулевую), 37 финалей, 6 тонов. Всего в нём используется около 300 слогов без учёта тонов и почти 1150 слогов с тонами. В корпусе нюйшу зафиксировано менее тысячи слогов.
В основе нюйшу лежат 600—700 иероглифов, и примерно таким числом знаков в среднем владели женщины, составлявшие на нём тексты. В то же время разные авторы могли иметь разные предпочтения на письме: например, чуть иначе писать один и тот же символ, или использовать для одинаковых слогов знаки, основанные на разных иероглифах. Женское письмо крайне вариативно: одному знаку обычно соответствуют множество слогов из языка Цзянъюна, и наоборот, один слог может записываться разными знаками, образованными от разных иероглифов. Всего исследователем Чжоу Шои было собрано около 1800 символов, включая варианты. «Нюйшу-иероглифический словарь» 2006 года насчитывает более 3400 символов.
В некоторых случаях один и тот же знак нюйшу является сокращением от нескольких близких по форме иероглифов, и соответственно записывает несколько несвязанных между собой серий чтений. Например, знак 𛆦 () может соответствовать:
- иероглифу 井 /tsioŋ˧˥/ «колодец», а также фонетически близким 整 /tɕioŋ˧˥/ и 筧 /tɕiŋ˧˥/
- иероглифу 并 /pioŋ˨˩/ «быть рядом», а также фонетически близким 兵 /pioŋ˦/, 平 /pioŋ˦˩/, 病 /pioŋ˧/, 聘 /pʰioŋ˨˩/, 便 /pəŋ˧/
- иероглифу 其 /tɕi˦˩/ «(книж.) его», а также фонетически близким 棋 /tɕi˦˩/, 奇 /tɕi˦˩/, 騎 /tɕi˦˩/, 旗 /tɕi˦˩/, 幾 /tɕi˧˥/, 橋 /tɕiəu˦˩/, 朝 /tɕiəu˦˩/, 茄 /tɕiəu˦˩/, 罩 /tɕiəu˨˩/
- иероглифу 重 /tɕiaŋ˦˩/ «нагромождённый, двойной»

Знаки женского письма могут заимствоваться для записи других слов не только по звучанию, но и по смыслу. Например, знак 𛅱 () происходит от иероглифа 二 /na˧/ «два», и помимо него записывает:
- фонетически близкие к нему 日 /na˧/, 入 /na˧/, 爾 /na˨˩/, 難 /noi˧/, 鬧 /nəɯ˧/, 糯 /nəɯ˧/
- слово 兩 /liaŋ˨˩/, синонимичное 二 /na˧/
- слово /ai˧/ «день», синонимичное 日 /na˧/, а также созвучное ему 兒 /ai˦˩/

Значительный пласт слов из языка Цзянъюна имеет неясную этимологию, и поэтому они не могут быть однозначно записаны иероглифами. Для их записи знаки нюйшу могут подбираться как по смыслу, так и по звучанию. Например, для слова /iə˨˩/ «я» (вероятно, мьенского происхождения) используется знак 𛊉 (), образованный от иероглифа 任 /iə˧/ (этот же знак записывает слова 引 /iə˨˩/, 應 /iə˨˩/, 因 /iə˦/); для записи слова /aŋ˨˩/ «ты» неясного происхождения используется знак 𛈻 (), образованный от синонимичного 你 /na˨˩/.
Обычное направление женского письма такое же, как в традиционном китайском письме — сверху вниз столбцами справа налево.
В нюйшу употребляется знак повтора 𖿡 (), схожий по функциям с японскими одоридзи. Он означает повтор предыдущего слога, реже слога перед предыдущим (например, 𛊿𛇘𛇬𛆳𖿡 () /ku˦ ȵiaŋ˦˩ tɕʰi˨˩ mə˨˩ tɕʰi˨˩/ 姑娘氣不々 «дева, разве ты не злишься?»). Повторённый слог, обозначенный знаком 𖿡, может слегка отличаться от предыдущего тоном или финалью.

## Примеры текста
Народная свадебная песня, записанная Хэ Яньсинь. В начале повествуется о дне, в который семья жениха посылает со свахой подарки в дом невесты и назначает день свадьбы. В конце под «хоромами» подразумевается свадебная причёска невесты — спереди она должна быть гладко причёсана, сзади она должна напоминать традиционные квадратные дворы со смотрящими вовнутрь балконами.
| Текст | Текст (Юникод)                                                                           |
| --- | ---------------------------------------------------------------------------------------- |
| | 𛉢𛆑𛊫𛆧𛇂𛇣𛅱 𛉺𛉊𛊧𛆻𛆁𛉊𛊝 𛈖𛆳𛇱 𛈖𛆳𛊝 𛇂𛇼𛆶𛉊𛆻𛋂𛈰 𛋉𛋋𛆻𖿡𛊢𖿡𛇖 𛋲𛋒𛆻𖿡𛈖𛇀𛈰 |
| Иероглифы |                                                                                          |
| 紅紙染蛋去報日 男家歡喜女家愁 姊不哭 姊不愁 去到他家起高樓 面前起々油々亮 背底起々走馬樓 |                                                                                          |
| Транскрипция |                                                                                          |
| xai˦˩ tsə˧˥ iŋ˨˩ yŋ˦˩, xu˨˩ pau˨˩ na˧ noŋ˦˩ kuə˦ xaŋ˦ ɕi˧˥, ȵiu˨˩ kuə˦ tsou˦˩ tsa˧˥ mə˨˩ xu˥, tsa˧˥ mə˨˩ tsou˦˩ xu˨˩ lau˨˩ tʰu˦ kuə˦, ɕi˧˥ kau˦ lou˦˩ məŋ˧ tsəŋ˦˩ ɕi˧˥ ɕi˧˥ iou˦˩ iou˦˩ liaŋ˧ pɯ˨˩ ləi˧˥ ɕi˧˥ ɕi˧˥ tsou˧˥ mu˨˩ lou˦˩     |                                                                                          |
| Перевод |                                                                                          |
| Красная бумага, свадебный подарок — день назначен. Дом жениха в радости, дом невесты в печали; Не плачь, сестра! Не печалься, сестра! Пойди в чужой дом, возведи хоромы! Спереди построй гладко-гладко, Сзади построй квадратный дворик. |                                                                                          |

Стихотворение танского поэта Ли Бо «Думы тихой ночью» (靜夜思), записанное Гао Иньсянь. Оригинал стихотворения написан на классическом китайском языке, но в цзянъюнской версии некоторые слова заменены на эквиваленты в местном языке.
| Текст | Текст (Юникод)                            |
| --- | ----------------------------------------- |
| | 𛈉𛇊𛇾𛇃𛇕 𛊺𛆹𛊤𛉶𛈊 𛇊𛈈𛇾𛇃 𛅾𛇊𛊸𛉘𛉶 |
| Иероглифы                                                                                                  |                                           |
| 床頭明月光 疑是地上霜 拱頭望明月 低頭思故鄉                                                                |                                           |
| Транскрипция                                                                                               |                                           |
| tsaŋ˦˩ tou˦˩ mioŋ˦˩ ȵy˧ kaŋ˦ ȵi˦˩ sə˨˩ ta˧ ɕiaŋ˧ saŋ˦ koŋ˥ tou˦˩ uaŋ˧ mioŋ˦˩ ȵy˧ ləi˦ tou˦˩ sə˦ ku˨˩ ɕiaŋ˦ |                                           |
| Перевод |                                           |
| Перед постелью лунный свет; Может то иней выпавший? Вижу луну, смотря вверх; Скучаю по дому, поникши.      |                                           |

## В Unicode
В 2007 году было предложено добавить 449 символов женского письма в Юникод. Предложение было поддержано в 2014 году, а в июне 2017 года 396 символов нюйшу вошли в стандартный набор UCS Юникода версии 10.0 в составе блока 1B170—1B2FF.

### Комментарии
1. ↑  В первом интервью для Ориэ Эндо Хэ Цзинхуа утверждала, что родилась в 1940 году; позднее она говорила, что родилась в 1939, но в документах по ошибке был записан 1940 год; в официальных материалах, посвящённых «передатчикам нематериального культурного наследия», годом её рождения называется 1934[27].